# Priapella chamulae
Priapella chamulae es una especie de pez de la familia de los pecílidos en el
orden de los ciprinodontiformes.

## Morfología
Los machos pueden alcanzar los 4,8 cm de longitud total.

## Distribución geográfica
Se encuentran en Norteamérica: México.